# Station Ludwigslust
Ludwigslust is een treinstation in de Duitse stad Ludwigslust in de deelstaat Mecklenburg-Voor-Pommeren. Het station werd nodig toen de spoorlijn van Berlijn naar Hamburg werd aangelegd en opende op 15 oktober 1846 toen het eerste deel van deze spoorlijn in gebruik werd genomen. Toen ook de lijnen van Parchim naar Ludwigslust in 1880 en de lijn van Ludwigslust naar Holthusen in 1889 en Ludwigslust naar Malliß in 1890 openden werd het een vervoersknooppunt.
Het station met het entreegebouw, perron, machineloods en watertoren is een monumentaal pand.
Het stationsgebouw is gebouwd in neoclassicistische stijl. Het centrale bouwdeel heeft drie bouwlagen. Het werd in de jaren 1880 in dezelfde bouwstijl vergroot, toen de lokale spoorlijnen werden geopend en meer ruimte nodig was. Op de begane grond zijn de wachtkamers en loketten voor kaartverkoop. Op de bovenste verdiepingen zijn kantoor- en dienstruimtes. Hier waren oorspronkelijk ook appartementen voor het spoorwegpersoneel. Aan de noordelijke zijde is een eenlaags vleugel aangebouwd, die Fürstenzimmer (vorstenkamer) wordt genoemd. Dit was oorspronkelijk de wachtruimte voor de hertogen van Mecklenburg, die Kasteel Ludwigslust als zomerresidentie gebruikten.
Het station heeft één perron direct achter het stationsgebouw. Verder zijn er twee eilandperrons voor ieder twee sporen. De perrons zijn via een tunnel onder het spoor bereikbaar.

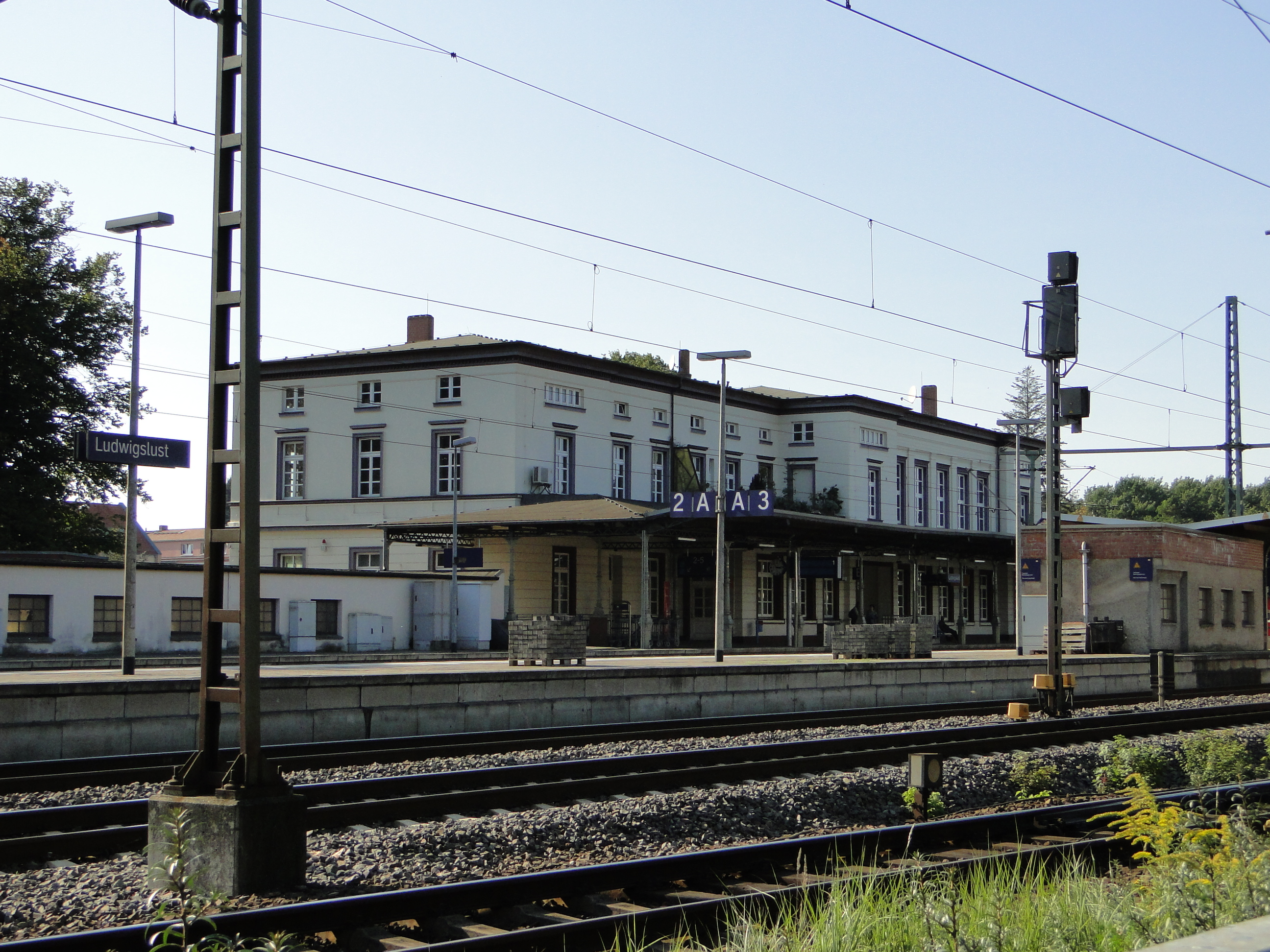
Spoorzijde van station Ludwigslust